# 大不況に対する各国の財政政策の対応
大不況に対する各国の財政政策の対応（だいふきょうにたいするかっこくのざいせいせいさくのたいおう、英語: National fiscal policy responses to the Great Recession）について記述する。
2008年以降、世界の多くの国々が大不況への対応として財政刺激策を実施した。これらの国々は、低迷する経済を活性化させるために、政府支出と減税をさまざまな組み合わせで実施した。これらの計画のほとんどは、政府による予算赤字 (英語版)が不況時に失われた需要の一部を補い、需要不足によって遊休状態にある経済資源の浪費を防ぐことができるというケインズ理論に基づいていた。国際通貨基金(IMF) は、世界経済の収縮を相殺するために、各国がGDPの2%に相当する財政刺激策を実施することを勧告した。その後数年間、一部の国々は、債務と赤字の水準を削減すると同時に景気回復を刺激するために、財政再建策を実施した。

## アメリカ大陸

### アメリカ合衆国
2008年、アメリカ合衆国議会は2008年景気刺激法案 (英語版)を可決し、当時のジョージ・W・ブッシュ大統領が署名した。これは、景気後退の回避を目的とした1520億ドルの景気刺激策であった。この法案は主に、低所得者層と中所得者層への600ドルの減税措置で構成されていた。
米国は、2009年のアメリカ復興・再投資法 (英語版)に多くの景気刺激策を盛り込んだ。これは、税金の還付から企業投資までさまざまな支出を網羅した7,870億ドルの法案である。2009年には1,849億ドル、2010年には3,994億ドルが支出され、残りの歳出は10年間の残りに配分されることになっていた。救済計画の発表はプラスのリターンと関連していたが、特定の銀行を優遇する公的介入はマイナスの影響を示した。

## アジア

### 中国
中国政府のウェブサイトに掲載された声明によると、中国国務院は2010年末までにインフラと社会福祉に4兆元を投資する計画を承認した。この景気刺激策は5,860億ドルに相当し、その後米国が発表した公約に匹敵する額だが、米国の経済規模はその3分の1に過ぎない。この景気刺激策は、住宅、農村インフラ、交通、医療と教育、環境、産業、災害復興、所得向上、減税、金融などの主要分野に投資される。
中国の輸出主導型経済は米国と欧州の経済減速の影響を受け始めており、政府は経済拡大を促すため、すでに2カ月以内に主要金利を3回引き下げている。
この景気刺激策は、予想を上回る規模であり、中国が自国の経済を押し上げることで世界経済の安定化に貢献していることを示す兆候として、世界の指導者やアナリストから歓迎された。世界銀行のロバート・ゼーリック (英語版)総裁は「大変喜ばしい」と述べ、中国は「経常収支の黒字と財政状況を考えると、財政拡大を行うのに有利な立場にある」との考えを示した。景気刺激策発表のニュースは、世界中の株式市場を上昇させた。

### 日本
2009年4月、日本は総額15兆4000億円（1530億ドル）の第3次景気刺激策を発表した。この新計画には、低炭素技術への投資1兆6000億円、雇用創出プログラム1兆9000億円、新車補助金3700億円が含まれている。国会は、麻生太郎首相のGDPの2％に相当する景気刺激策の要請に応じた。日本は経済成長が停滞した失われた10年 (英語版)を経験しており、不況で最も大きな打撃を受けた国の一つとなっている。日本の景気刺激策の総額はGDPの5％に上る。麻生首相は就任以来、総額25兆円（2500億ドル）の景気刺激策を可決した。日本は、名目金利をほぼゼロに抑えることで、従来の金融政策の選択肢を基本的に使い果たしている。

### 韓国
韓国では、2008年11月に14兆ウォン（2017年には16.74兆ウォン、148.1億米ドルに相当）の景気刺激策が発表された。11月の対策には、地域インフラ整備に4.6兆ウォン、工場投資を中心とする減税に3兆ウォンが盛り込まれている。韓国の景気刺激策の総額。
2009年4月、韓国は9年以上前の自動車を新車に買い替えるドライバーに250万ウォン（2017年時点で291万ウォン、2,572.15米ドルに相当）の減税を行う「クランカーズのためのキャッシュ (英語版)」プログラムを制定した。この減税は2009年5月から12月まで実施され、ヒュンダイの販売台数を53万台から58万台に、起亜の販売台数を32万7千台から35万7千台に押し上げると予測されている。
韓国の2009年度予算には、給付金、研修、インフラ整備などを含む130億ドルの雇用刺激策が含まれている。韓国の2008～2009年の景気刺激策の総額は約69兆ウォン（2017年時点で80.25兆ウォン、または709億9000万米ドルに相当）に上る。

## ヨーロッパ

### 欧州連合（EU）
欧州連合（EU）は、加盟国がそれぞれ総額1700億～2000億ユーロに上る国内計画を策定し、EU全体ではEU資金から300億ユーロの計画を策定する2000億ユーロの計画を可決した。欧州委員会は、加盟国の景気刺激策が少なくともGDPの1.2%に達することを推奨している。
その後数年間、一部の欧州連合諸国は財政再建に着手した。

### ドイツ
他のヨーロッパ諸国と比較して、ドイツは独自の立場にあった。債務が少なく、貿易収支が高く、輸出主導型の経済であった。不況はドイツの輸出の減少につながったが、ドイツは国内景気刺激策によって輸出需要の一部を補う能力を持っていた。ドイツは当初、大規模な景気刺激法案の可決に消極的であった。しかし、2009年には、税金、児童税額控除、交通機関と教育への支出に重点を置いた500億ユーロの景気刺激法案を可決した。2009年の景気刺激策以前、ドイツ最大の景気刺激策の一つはスクラッププログラムであった。ドイツの景気刺激策には、「クランカーズのためのキャッシュ (英語版)」プログラムが含まれており、古い車を廃車にしてより燃費の良い新型車に乗り換えるドイツ人に3,172ドルの割引を提供した。このプログラムの総額は約50億ユーロであった。

### ハンガリー
ハンガリーは多額の債務を抱えており、財政赤字の支出に必要な資金を効果的に調達することができません。同国は、企業、特に中小企業を対象とした70億ドル規模の減税と融資保証パッケージを発表した。

### オランダ
2008年11月、オランダ政府は60億ユーロ規模の計画を可決した。これは主に、大規模な投資を行い、短期労働者を雇用する企業に対する減税措置で構成されていた。この計画には、失業者への就職支援のための新たなプログラムや、公共部門への投資促進も含まれていた。2009年1月、オランダ政府は輸出、企業融資、住宅・病院建設の確保と促進を支援するための様々な保証を追加した。

### イギリス
2008年、英国は総需要刺激策を求める主要経済国の一つであった。この年を通して、基礎税率（年収34,800ポンド未満）の納税者に対する145ポンドの減税、付加価値税（売上税）の一時的な2.5%の減税、2010年から繰り越された30億ポンド相当の投資支出、そして200億ポンドの中小企業融資保証制度など、様々な財政措置が導入された。これらの措置の総費用は、主に2008年11月の予算前報告書で発表され、約200億ポンド（融資保証は含まない）であった。2009年度予算では、さらに50億ポンド相当の限定的な対策が発表されたが、これには若年失業者向けの職業訓練支援や、10年以上経過した自動車を廃車にすると新車購入時に2,000ポンドの補助金が支給される「自動車廃車制度」（ドイツやフランスの制度に類似）などが含まれていた。
2008年以降、英国は銀行救済が財政に及ぼした大きな負担により、裁量的な財政措置を講じる能力が制限された。この結果、2009～2010年度の財政赤字は推定1750億ポンド（GDPの12.4%）にまで大幅に増加し、国家債務はピーク時にはGDPの80%を超えた。しかしながら、英国には強力な自動安定化装置 (英語版)があり、裁量的措置をはるかに上回り、他のほとんどの国よりも大きな貢献を果たした。その結果、更なる裁量的財政措置は制限された。
2010年、英国は労働党政権の財政刺激策が撤回され、保守党・自由民主党の連立政権が歳出削減と間接税の増税を実施した後、財政再建プログラムを開始した。 2015年に選出された保守党政権下でも、財政再建策は継続された。

## オセアニア

### オーストラリア

#### 最初の刺激
2008年10月、ラッド政権は上院クロスベンチ（政党に属さない中立議員席）の支持を得て100億豪ドルの景気刺激策を実施した。この政策には以下の内容が含まれていた。
- 年金受給者への48億ドルの直接支払い（独身年金受給者：1,400ドル、夫婦年金受給者：2,100ドル）
- 低・中所得世帯（子供1人あたり1,000ドル）向けに39億ドル
- 初めて住宅を購入する人を支援する15億ドルの「住宅購入者支援策」
- 2008～2009年に56,000人の新しい訓練場所を創出するために1億8,700万ドル
- 3つの国家建設基金と国家建設プロジェクトへの投資を2009年までに加速する

#### 2回目の刺激
2009年2月、ラッド政権は上院クロスベンチの支持を得て、420億豪ドル規模の「国家建設・雇用計画」景気刺激策を再び実施した。この政策には以下の内容が含まれていた。
- 働くオーストラリア人、学齢期の子供を持つ家族、農家、単身世帯、および訓練を受けている人々への即時一時金として127億ドル（平均的な単身労働者には900豪ドル）
- 学校のインフラとメンテナンスを整備し、職業訓練センターへの資金を前倒しする「教育革命の構築」プログラムに147億ドルを費やす。
- 66億ドルで、全国の公営住宅とコミュニティ住宅の在庫を約2万戸増やす。
- 270万世帯に無料の断熱材と太陽熱温水器の割引を提供するための予算39億ドル。
- 2009年6月末までに一部の機器購入に対する控除を提供する、中小企業および一般企業に対する27億ドルの減税。
- 地方道路や交通渋滞地帯の修復、鉄道防護柵の設置、地方自治体および地方政府のインフラ整備に8億9000万ドル。
- 第3次景気刺激策（2009-10年度予算）

#### 結果
オーストラリアは景気後退を回避し、成長率は国際的に非常に高く、失業率は比較的低く、公的部門の純債務が大幅に低いままであった。しかし、財政政策が実際にオーストラリアの景気後退回避に役立ったかどうかについては議論があり、高いNGDP成長率、健全な貿易相手国、責任ある銀行業界、住宅崩壊がないこと、人口増加、オーストラリアの鉱業ブームが理由として挙げられている。
この政策パッケージは、様々なビジネス団体、経済学者、国際通貨基金（IMF）、経済協力開発機構（OECD）から賞賛された。

## 評価
フランシスコ教皇は2015年の回勅『ラウダート・シ』の中で、各国の対応について批判的であった。
2007年から2008年にかけての金融危機は、倫理原則をより重視し、投機的な金融慣行と仮想資産を規制する新たな方法を備えた新たな経済を構築する機会となった。しかし、この危機への対応には、世界を支配し続けている時代遅れの基準を見直すことは含まれていなかった。